# Карол сити (Флорида)
Карол сити (енгл. Carol City) је градска четврт Мајами Гарденса и бивше пописом одређено насељено место у америчкој савезној држави Флорида.

## Демографија
По попису из 2000. године број становника је 59.443.
| Група             | 2000.          | 2010.    |
| Белци             | 3.798 (6,4%)   | 0 (0,0%) |
| Афроамериканци    | 30.970 (52,1%) | 0 (0,0%) |
| Азијати           | 324 (0,5%)     | 0 (0,0%) |
| Хиспаноамериканци | 24.965 (42,0%) | 0 (0,0%) |
| Укупно            | 59.443         | 0        |